# Crodon di Giaf
Il Crodon di Giaf (2.523 m s.l.m.) è una montagna appartenente al gruppo dei Monfalconi (Dolomiti Friulane), posta sul confine tra Friuli-Venezia Giulia e Veneto nel Parco naturale delle Dolomiti Friulane, la seconda vetta per altezza del gruppo e la più alta dei Monfalconi di Forni.

## Salita alla vetta
Venne salita per la prima volta il 27 settembre 1901 da L. D'Agostini con la guida G.B. De Santa "Barbe".
La salita alla cima presenta un alto grado di difficoltà alpinistiche (III grado per la via normale).